# 尼古拉·沃兹涅先斯基
尼古拉·阿列克谢耶维奇·沃兹涅先斯基（俄语：Никола́й Алексе́евич Вознесе́нский，羅馬化：Nikolai Alekseevich Voznesensky，1903年12月1日—1950年10月5日），是苏联的政治家，经济学家，国家计划委员会负责人，战后因列宁格勒事件被处决。

## 人物生平
第二次世界大战時主要负责苏联国家计划委员会的工作。1940年5月、38歳的沃兹涅先斯基作为日丹诺夫的部下，被任命为苏维埃人民委员会副主席(副总理)。战争开始後，他直接参与计划了工业生产向东部转移，以支援前线作战。他的回忆录『The Economy of the USSR during World War II』记载了战争时代的苏联经济。
然而，战争结束后不久，负责管理苏联经济活动的沃兹涅先斯基的想法与大多数同僚的意见不一致。对恢复列宁格勒的经济结构到大战前的坚持，导致了其在列宁格勒事件中被捕。在审判期间，他遭到反对者和同僚的谴责，并被判叛国罪，处死刑。
沃兹涅先斯基死因至今尚不明确。有说法认为其于半裸状态死在运送犯人到监狱的箱车中。另外的来源指，他是被枪杀。1954年被平反，恢复名誉。

## 著作
《沃兹涅先斯基经济文选》